# Haft kaszubski

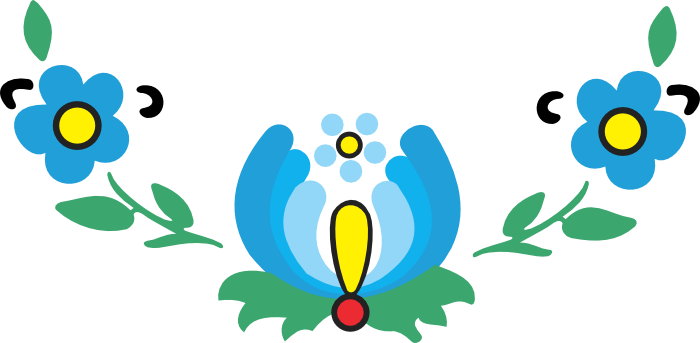
Motyw haftu kaszubskiego – szkoła żukowska

Haft kaszubski (kasz. – kaszëbsczi wësziwk) – gatunek i technika kompozycyjno-wzornicza sztuki użytkowej regionu Kaszub w Polsce. Elementem łączącym różne podgatunki regionalne haftu jest kompozycja kolorystyczna oparta na siedmiu podstawowych kolorach. Motywy zdobnicze haftu (kwiaty i owady) zastosowano również w ceramice kaszubskiej i specyficznym malowaniu mebli. Elementy wzornictwa uznawanego za haft kaszubski występują również w paramentach liturgicznych pochodzących z XVII i XVIII wieku. Kolebką haftu kaszubskiego były klasztory norbertanek w Żukowie i benedyktynek w Żarnowcu. Według A. Błachowskiego hafty obok języka określają kaszubskie etnicum.

## Kolorystyka i podstawy wzornictwa
Struktura kolorystyczna haftu kaszubskiego składa się z pięciu kolorów: niebieskiego (w trzech odcieniach – od jasnobłękitnego po ciemnoszafirowy), czarnego, czerwonego, zielonego i żółtego. Występują między innymi motywy bratków, chabrów, dzwonków, goździków, koniczynek, lilii, niezapominajek i róż zaczerpniętych z okolicznej przyrody, jak również motywy obce (stosowane przede wszystkim w klasztorach) granatu, palmety, tulipanów i akantu. Natomiast motywy owadzie w formie pszczółek i żuczków pochodzą prawdopodobnie jeszcze z czasów pogańskich. Jedną z kompozycji wiodących haftu jest element "Drzewa życia" o nieskomplikowanym układzie gałęzi (zakaz krzyżowania, nakładania i przeplatania) nawiązującej do prostych i przejrzystych zasad życia ludzkiego. Dominującą rolę kolorystyczną odgrywa kolor toni jeziornej – niebieski, uzupełniony kolorami czerwonym, czarnym, zielonym i żółtym – odpowiadającym kolorom lasów i łąk kaszubskich.

## Podział szkół
Szkoły Historyczne
- Szkoła Żukowska
- Szkoła Wdzydzka
- Szkoła Wejherowska
- Haft czepcowy
- Szkoła sióstr zakonnych z Pelplina[potrzebny przypis]

Szkoły Pomorskie
- Szkoła Pucka
- Szkoła Słupska

Szkoły Borów Tucholskich
- Szkoła Borowiacka
- Szkoła Tucholska

Szkoły Współczesne
- Szkoła Wielewska[potrzebny przypis]
- Szkoła Kartuska[potrzebny przypis]
- Szkoła Kościerska[potrzebny przypis]
- Szkoła Klukowska
- Szkoła Bytowska

## Opis Szkół haftu kaszubskiego

### Szkoła Żukowska

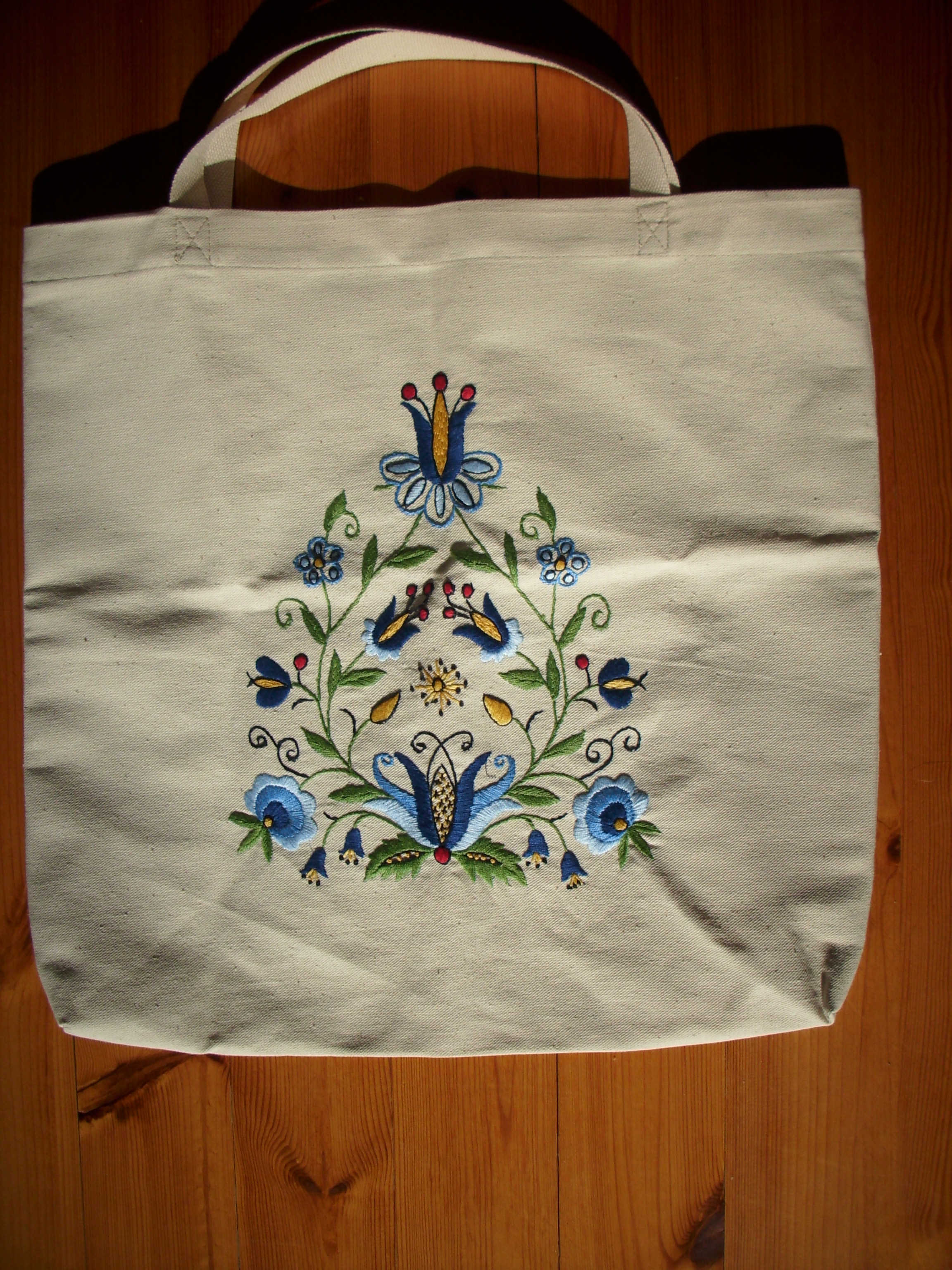
Haft kaszubski szkoły żukowskiej na torbie na zakupy

Wywodzi się z Żukowa i została zapoczątkowana jako gatunek przez norbertanki sprowadzone do klasztoru około 1209 roku. Początkowo były to hafty jednobarwne, wykonane srebrnymi i złotymi nićmi. Specyfiką szkoły żukowskiej były specyficzne metody wzornicze czepców, zdobionych motywami roślinnym (tulipanami, owocami granatu, liliami i innymi). W XIX wieku zanikło hafciarstwo czepców, sama sztuka haftu jednak przetrwała. Kolorystyka ogranicza się do siedmiu podstawowych barw z dominującymi zawsze odcieniami błękitu. Wzornictwo cechuje się pewnym ubóstwem doboru i delikatnym wycieniowaniem kolorystyki – nawiązujące do ubogiego życia w klasztorze. Wzornictwo żukowskie rozprzestrzeniło się na prawie cały obszar powiatu kartuskiego. Żukowskie norbertanki prowadziły również szkołę dziewcząt dla panien z pomorskich rodów szlacheckich, córek gdańskich patrycjuszy i bogatego chłopstwa. Po kasacie klasztoru przez administrację zaboru pruskiego w 1834 roku uczennicami sióstr, stały się również dziewczyny z ludu. Drogi jedwab został zastąpiony płótnem lnianym zaś nici sprowadzane z Niderlandów nićmi barwionymi domowym sposobem. Znanymi hafciarkami w Żukowie były: Jadwiga Ptach, Zofia Ptach i Maria Nowicka, a obecnie jest Wanda Dzierzgowska i Bernadeta Reglińska. Zagadnienia hafciarstwa kaszubskiego szkoły żukowskiej / Kaszëbsczé wësziwanié żukòwsczégò sztélu z Krajowej listy ciągle interesują młode osoby.

### Szkoła Wdzydzka
Do powstania "Szkoły wdzydzkiej" przyczynił się Izydor Gulgowski, a zwłaszcza jego żona Teodora Gulgowska.

### Szkoła Pucka
Wywodzi się ze "szkoły żukowskiej" i jest ostatnią szkołą, uformowaną w okresie międzywojennym. Technika pucka nawiązuje do haftów klasztornych z Żarnowca. Dominującymi kolorami są tu żółty i niebieski, pozostałe kolory są przygaszone i przyćmione. Gatunek charakteryzuje się nowymi motywami morskimi, podkreślającymi charakter regionu (mikołajek nadmorski, fale i sieci rybackie. Szkoła pucka odwołuje się do tradycji haftu na Pobrzeżu Kaszubskim) zapoczątkowanym przez cysterki z Żarnowca. Zakonnice prowadziły przy klasztorze szkołę dla panien z możnych domów szlachty pomorskiej, między innymi ucząc haftu.

### Szkoła Wejherowska
Wywodzi się ze szkoły żukowskiej i jest "najmłodszym" gatunkiem głównego nurtu haftu kaszubskiego. Powstała po II wojnie światowej z inicjatywy Franciszki Majkowskiej (siostry działacza kaszubskiego Aleksandra Majkowskiego). Szkoła wejherowska powiela w zasadzie "szkołę wdzydzką", została jednak w roku 1957 wzbogacona motywami chryzantem, dalii, astrów, bzu i groszku. Technika wejherowska wzmacnia kolorystykę całokształtu zdobniczego i podkreśla szczególną wyrazistość dużych motywów centralnych.

### Szkoła Klukowska
Zmodyfikowana w małym zakresie technika wejherowska została przeniesiona do słowińskich Kluk, gdzie powstał mały ośrodek hafciarski. Ważną rolę odgrywała w nim Ruth Kötsch.

### Szkoła Tucholska
Powstała w latach 60. XX wieku w okolicach Tucholi opierając się kolorystycznie na "szkole żukowskiej" i charakteryzując bogatszą ornamentyką.

### Szkoła Bytowska
Powstała w latach 70. XX wieku w okolicach Bytowa opierając się na "szkole wdzydzkiej".

### Szkoła Słupska
Szkoła słupska stanowi właściwie "reprodukcję tradycji kaszubskiej" opartej wyłącznie na archeologii, przekazach historycznych i elementach zdobniczych ceramiki i mebli z obszaru Pomorza Środkowego, jest nawiązaniem do kaszubskości tego regionu. Również w tym gatunku dominuje ornamentyka florystyczna (stokrotki, niezapominajki i piwonie). Specyfiką gatunku jest prawie zupełny brak koloru czerwonego i zupełna dominacja odcieni zieleni i błękitu.